# Liegi-Bastogne-Liegi 1998
La Liegi-Bastogne-Liegi 1998, ottantaquattresima edizione della corsa, valida come prova della Coppa del mondo di ciclismo su strada 1998, fu disputata il 19 aprile 1998 per un percorso di 265,5 km. Fu vinta dall'italiano Michele Bartoli, al traguardo in 6h37'29" alla media di 40,077 km/h.
Dei 193 corridori alla partenza furono in 102 a portare a termine la gara.

## Squadre partecipanti
| N. | Cod. | Squadra                        |
| -- | ---- | ------------------------------ |
|    | ASI  | Asics-CGA                      |
|    | BAL  | Ballan                         |
|    | BAN  | Banesto                        |
|    | C.A  | Credit Agricol                 |
|    | COF  | Cofidis                        |
|    | CSO  | Casino-Ag2r                    |
|    | CTA  | Cantina Tollo-Alexia Alluminio |
|    | FDJ  | Française des Jeux             |
|    | FES  | Festina-Lotus                  |
|    | GAN  | Gan                            |
|    | KEL  | Kelme-Costa Blanca             |
|    | LOT  | Lotto-Mobistar                 |

| N. | Cod. | Squadra                   |
| -- | ---- | ------------------------- |
|    | MAP  | Mapei-Bricobi             |
|    | MER  | Mercatone Uno-Bianchi     |
|    | ONC  | ONCE-Deutsche Bank        |
|    | PLT  | Team Polti                |
|    | RAB  | Rabobank                  |
|    | RIS  | Riso Scotti-MG Maglificio |
|    | SAE  | Saeco-Cannondale          |
|    | SCR  | Scrigno-Gaerne            |
|    | TEL  | Team Deutsche Telekom     |
|    | TVM  | TVM-Farm Frites           |
|    | USP  | US Postal Service         |
|    | VIT  | Vitalicio Seguros         |

## Ordine d'arrivo (Top 10)
| Pos. | Corridore            | Squadra       | Tempo    |
| ---- | -------------------- | ------------- | -------- |
| 1    | Michele Bartoli      | Asics         | 6h37'29" |
| 2    | Laurent Jalabert     | ONCE          | a 1'21"  |
| 3    | Rodolfo Massi        | Casino-Ag2r   | s.t.     |
| 4    | Francesco Casagrande | Cofidis       | s.t.     |
| 5    | Michael Boogerd      | Rabobank      | s.t.     |
| 6    | Frank Vandenbroucke  | Mapei-Bricobi | a 1'35"  |
| 7    | Andrea Peron         | Mapei-Bricobi | a 1'44"  |
| 8    | Mauro Gianetti       | F. des Jeux   | a 1'47"  |
| 9    | Maarten den Bakker   | Rabobank      | s.t.     |
| 10   | Laurent Dufaux       | Festina-Lotus | a 2'04"  |